# Łysianka (obwód winnicki)
Łysianka (ukr. Лисянка) – wieś na Ukrainie, w obwodzie winnickim, w rejonie winnickim, w hromadzie Jakuszyńce. W 2001 liczyła 464 mieszkańców, spośród których 462 wskazało jako ojczysty język ukraiński, a 2 rosyjski.